# Diskografija albuma Majkla Džeksona
Diskografija albuma Majkla Džeksona se sastoji od deset studijskih albuma, tri remiks albuma i ostalih mnogobrojnih kompilacija.

## Albumi

### Studijski albumi
| Godina                                                           | Detalji o albumu                                         | Najviša pozicija na listi | Najviša pozicija na listi | Najviša pozicija na listi | Najviša pozicija na listi | Najviša pozicija na listi | Najviša pozicija na listi | Najviša pozicija na listi | Najviša pozicija na listi | Najviša pozicija na listi | Sertifikacije           | Sertifikacije prodaja/(Prodaja) | Prodaja širom sveta              |
| Godina                                                           | Detalji o albumu                                         | US                        | KAN                       | UK                        | NEM                       | JPN                       | HL                        | FRA                       | AUS                       | ITA                       | Sertifikacije           | Sertifikacije prodaja/(Prodaja) | Prodaja širom sveta              |
| ---------------------------------------------------------------- | -------------------------------------------------------- | ------------------------- | ------------------------- | ------------------------- | ------------------------- | ------------------------- | ------------------------- | ------------------------- | ------------------------- | ------------------------- | ----------------------- | --- | -------------------------------- |
| 1972                                                             | - Izdat: 24. januar, 1972.                               | 14                        | —                         | 37                        | —                         | —                         | —                         | —                         | —                         | —                         | —                       | - | -                                |
| 1972                                                             | - Izdat: 4. avgust, 1972.                                | 5                         | —                         | 17                        | —                         | —                         | —                         | —                         | 65                        | —                         | - UK: srebrni tiraž     | - UK: 60,000 | -                                |
| 1973                                                             | - Izdat: 13. 4., 1973.                                   | 92                        | —                         | —                         | —                         | —                         | —                         | —                         | 27                        | —                         | —                       | - | -                                |
| 1975                                                             | - Izdat: 16. januar, 1975.                               | 101                       | —                         | —                         | —                         | —                         | —                         | —                         | —                         | —                         | —                       | - | -                                |
| 1979                                                             | - Izdat: 10. avgust, 1979. - Izdavač: Epik (EK #35745)   | 3                         | 8                         | 5                         | 25                        | 26                        | 7                         | —                         | 1                         | 21                        | - HK: zlatni tiraž      | - SAD: 7,000,000 - UK: 300,000 - KAN: 100,000 - FRA: 300,000 - MEK: 500,000 - AUS: 280,000 - HL: 100,000 - HK: 10,000                                                                                | 20 miliona                       |
| 1982                                                             | - Izdat: 30. novembar, 1982. - Izdavač: Epik (EK #38112) | 1                         | 1                         | 1                         | 1                         | 1                         | 1                         | 1                         | 1                         | 1                         | - FIN: platinasti       | - SAD: 28,000,000 - UK: 3,300,000 (3,700,000) - KAN: 2,000,000 - FRA: 1,000,000 - MEK: 600,000 - NEM: 1,500,000 - AUS: 980,000 - HL: 800,000 - SVE: 400,000 - HK: 20,000 - AU: 400,000 - FIN: 91,609 | 109 miliona                      |
| 1987                                                             | - Izdat: 31. avgust, 1987. - Izdavač: Epik (EK #40600)   | 1                         | 1                         | 1                         | 1                         | 1                         | 1                         | 1                         | 2                         | 1                         | - FIN: zlatni tiraž     | - SAD: 8,000,000 - UK: 3,900,000 - KAN: 700,000 - FRA: 1,000,000 - MEK: 450,000 - NEM: 2,000,000 - AUS: 350,000 - HL: 80,000 - ŠVE: 200,000 - HK: 20,000 - AU: 200,000 - FIN: 51,287                 | 30 miliona                       |
| 1991                                                             | - Izdat: 13. novembar, 1991. - Izdavač: Epik (EK #45400) | 1                         | 2                         | 1                         | 1                         | 4                         | 1                         | 1                         | 1                         | 2                         | - FIN:                  | - SAD: 7,000,000 - UK: 1,800,000 (2,000,000) - KAN: 600,000 - FRA: 1,000,000 - MEK: 150,000 - NEM: 2,000,000 - AUS: 560,000 - HL: 300,000 - ŠVE: 300,000 - AU: 200,000 - FIN: 61,896                 | 30 miliona                       |
| 1995                                                             | - Izdat: 16. jun, 1995. - Izdavač: Epik (EK #59000)      | 1                         | 1                         | 1                         | 1                         | 4                         | 1                         | 1                         | 1                         | 1                         | - FIN: platinasti tiraž | - SAD: 3,500,000 - EU: 6,000,000 - UK: 1,200,000 (1,500,000) - KAN: 500,000 - FRA: 1,000,000 - MEK: 300,000 - NEM: 1,500,000 - AUS: 490,000 - HL: 300,000 - ŠVE: 100,000 - AU: 100,000 - FIN: 61.352 | 18 miliona (36 miliona kompleta) |
| 2001                                                             | - Izdat: 30. oktobar, 2001. - Izdavač: Epik (EK #69400)  | 1                         | 3                         | 1                         | 1                         | 5                         | 1                         | 1                         | 1                         | 2                         | - FIN: zlatni tiraž     | - SAD: 2,000,000 - EU: 2,000,000 - UK: 300,000 - FRA: 300,000 - MEK: 75,000 - NEM: 300,000 - AUS: 140,000 - HL: 80,000 - ŠVE: 40,000 - AU: 20,000 - FIN: 16.621                                      | 10 miliona                       |
| "–" označava albume koji su izdati ali se nisu našli na listama. |                                                          |                           |                           |                           |                           |                           |                           |                           |                           |                           |                         | |                                  |

'' je album na dva diska.Prvi CD koji se naziva HIStory Begins sadrži najveće hitove a drugi HIStory Continues je studijski album sa novim pesmama. U nekim državama se album prepoznaje kao kompilacija dok u drugim kao studijski album. Zbog toga se ne može odrediti tačan broj prodatih kopija drugog CD-a već uopšteno se kaže da je prodat u 36 miliona kompleta.

### Kompilacije
| Godina | Naziv                                                                                 | Pozicija na listi | Pozicija na listi | Pozicija na listi | Pozicija na listi | Pozicija na listi | Pozicija na listi | Pozicija na listi | Pozicija na listi | Pozicija na listi | Sertifikacije                                                            | Sertifikacije prodaja/(Prodaja)           | Prodaja širom sveta |
| Godina | Naziv                                                                                 | SAD               | KAN               | UK                | NEM               | JPN               | HL                | FRA               | AUS               | ITA               | Sertifikacije                                                            | Sertifikacije prodaja/(Prodaja)           | Prodaja širom sveta |
| ------ | ------------------------------------------------------------------------------------- | ----------------- | ----------------- | ----------------- | ----------------- | ----------------- | ----------------- | ----------------- | ----------------- | ----------------- | ------------------------------------------------------------------------ | ----------------------------------------- | ------------------- |
| 1975.  | - Najveći hitovi - Izdat: 1975.                                                       | 156               | -                 | 11                | -                 | -                 | -                 | -                 | -                 | -                 | - UK: srebrni tiraž                                                      | - UK: 60,000                              | -                   |
| 1981.  | - Kompilacija - Izdat:: 25. mart, 1981.                                               | 144               | -                 | 29                | -                 | -                 | -                 | -                 | -                 | -                 | -                                                                        | -                                         | -                   |
| 1983.  | - Najveći hitovi - Izdat: 1983.                                                       | -                 | -                 | 1                 | -                 | -                 | -                 | -                 | -                 | -                 | - UK: platinasti tiraž                                                   | - UK: 300,000                             | -                   |
| 1986.  | - Kompilacija - Izdat: 11. februar 1986.                                              | -                 | -                 | -                 | -                 | -                 | -                 | -                 | -                 | -                 | -                                                                        | -                                         | -                   |
| 1997.  | - Kompilacija - Izdat: 1997.                                                          | -                 | -                 | 5                 | -                 | -                 | -                 | -                 | -                 | -                 | -                                                                        | -                                         | -                   |
| 1999.  | - Kompilacija - Izdat: 1999.                                                          | -                 | -                 | 12                | -                 | -                 | -                 | -                 | -                 | -                 | - UK: platinasti tiraž                                                   | - UK: 300,000                             | -                   |
| 2001.  | - Najveći hitovi, re-izdanje prvog diska: HIStory Begins - Izdat: 13. novembar, 2001. | 85                | 20                | 15                | -                 | 70                | -                 | 10                | 52                | -                 | - SAD: zlatni tiraž                                                      | - VB: 245,000                             | -                   |
| 2003.  | - Najveći hitovi - Izdat: 18. novembar, 2003.                                         | 13                | 26                | 1                 | 16                | 16                | 17                | 5                 | 6                 | 22                | - SAD: platinasti tiraž - AU: zlatni tiraž                               | - SAD: 1,000,000 (1,500,000) - AU: 15,000 | 6,000,000           |
| 2004.  | - Komplet - Izdat: 17. novembar, 2004.                                                | 154               | -                 | 75                | -                 | 47                | 6                 | 29                | -                 | 61                | -                                                                        | -                                         | -                   |
| 2005.  | - Najveći hitovi - Izdat: 19. Jul, 2005.                                              | 96                | 24                | 2                 | 10                | 51                | 19                | 1                 | 12                | 22                | - FRA: 2x platinasti tiraž - AUS: platinasti tiraž - * ŠVE: zlatni tiraž | - ŠVE: 30,000                             |                     |
| 2006.  | - Komplet - Izdat: 14. novembar, 2006.                                                | -                 | -                 | -                 | -                 | -                 | -                 | -                 | -                 | -                 | -                                                                        | -                                         | -                   |
| 2008.  | - Kompilacija - Izdat: 22. avgust, 2008.                                              | -                 | -                 | 3                 | 6                 | 10                | 4                 |                   | 5                 | 22                | - AU: zlatni tiraž                                                       | - AU: 15,000                              |                     |

### Ostali albumi
| Godina | Naziv                                                   | Pozicija na listi | Pozicija na listi | Pozicija na listi | Pozicija na listi | Pozicija na listi | Pozicija na listi | Pozicija na listi | Pozicija na listi | Pozicija na listi | Sertifikacije          | Sertifikacija prodaja/(Prodaja)                                                                                             | Prodaja širom sveta |
| Godina | Naziv                                                   | SAD               | KAN               | UK                | NEM               | JPN               | HL                | FRA               | AUS               | ITA               | Sertifikacije          | Sertifikacija prodaja/(Prodaja)                                                                                             | Prodaja širom sveta |
| ------ | ------------------------------------------------------- | ----------------- | ----------------- | ----------------- | ----------------- | ----------------- | ----------------- | ----------------- | ----------------- | ----------------- | ---------------------- | --- | ------------------- |
| 1984.  | - Studijski album/kompilacija - Izdat: 8. maj, 1984.    | 46                | -                 | 9                 | -                 | -                 | -                 | -                 | -                 | -                 | - UK: zlatni tiraž     | - UK: 100,000 | -                   |
| 1987.  | - remiks album - Izdat: 11. maj, 1987.                  | -                 | -                 | 27                | -                 | -                 | -                 | -                 | -                 | -                 | - UK: platinasti tiraž | - UK: 300,000 | -                   |
| 1997.  | - Studijski album/remiks album - Izdat: 11. maj, 1997.  | 24                | 16                | 1                 | 2                 | 12                | 1                 | 1                 | 2                 | 3                 | - FIN: zlatni tiraž    | - US: 1,000,000 - EU: 2,000,000 - UK: 100,000 (250,000) - KAN: 50,000 - FRA: 300,000 - NEM: 250,000 (445,000) - FIN: 23,162 | 6,000,000           |
| 2008.  | - Reizdanje/studijski album - Izdat: 12. februar, 2008. | 1 Lista kataloga  | 2                 | 3                 | 2                 | 8                 | 2                 | 1                 | 2                 | 6                 | - ŠVE: zlatni tiraž    | - ŠVE: 20,000 | 3,000,000+          |

### Lista uživo albuma
- (2009)[47]

### Lista albuma najvećih hitova
Kompletna lista najvećih hitova Majkla Džeksona.
-{
- A Collection Of Michael Jackson's Oldies (1972)
- The Best of Michael Jackson (1975)
- Motown Superstar Series, Vol. 7 (1980)
- Superstar (1980)
- One Day in Your Life (1981)
- Michael Jackson & The Jackson 5 (1983)
- Fliphits (1983)
- 18 Greatest Hits (1983)[49]
- 14 Greatest Hits (1984)
- 16 Greatest Hits (1984)
- Ain't No Sunshine (1984)
- The Great Love Songs of Michael Jackson (1984)
- Anthology (Michael Jackson) (1986)
- Looking Back To Yesterday (1986)
- Love Songs (with Diana Ross) (1987)
- The Michael Jackson Mix (1987)
- The Original Soul of Michael Jackson (1987)
- Todo Mi Amor Eres Tu (1990)
- Motown Legends (1990)
- Five Remixes of the Track "Bad" (1991)
- Remix Collection (1992)
- 4 CD Singles Box (1992)
- Motown's Greatest Hits (1992)
- Tour Souvenir Pack (1992)
- Dangerous Remix (1993)
- Rockin' Robin (1993)
- Anthology: The Best of Michael Jackson (1995)
- HIStory (1995)
- Michael Jackson Story (1996)
- Master Series (1997)
- The Best of Michael Jackson & The Jackson 5ive (1997)
- 12 Inch Mixes (1998)
- Big Boy (1999)
- Very Best of Michael Jackson (IMS) (1999)
- Early Classics (1999)
- 20th Century Masters - The Millennium Collection: The Best of Michael Jackson (2000)
- Universal Masters Collection (2001)
- Greatest Hits: HIStory, Vol. 1 (2001)
- Love Songs (2002)
- Very Best of Michael Jackson (Universal) (2002)
- Number Ones (2003)
- Michael Jackson: The Ultimate Collection (2004)
- Essential Collection (2005)
- Best 1200 (2005)
- The Essential Michael Jackson (2005)
- Collector's Box (2005)
- Visionary: The Video Singles (2006)
- Colour Collection (2007)
- The Silver Spectrum Collection (2007)
- The Instrumental Hits of Michael Jackson (2007)
- Silver Collection (2007)
- '70s Pop (2007)
- Worth It (2008)
- Celebrating 25 Years of Thriller (2008)
- King of Pop (2008)
- Gold (2008)
- 50 Best Songs: The Motown Years (2008)
- Classic: Masters Collection (2008)
- The Masters Collection (2008)
- Classic (2009)}-

## Pogledati
- Diskografija singlova Majkla Džeksona

## Literatura
- Rojek, Chris (2007). Cultural Studies. Polity. стр. 74. ISBN 978-0-7456-3683-2.
- Taraborrelli, J. Randy (2004). The Magic and the Madness. Terra Alta, WV: Headline. ISBN 978-0-330-42005-1.

## Spoljašnje veze
-{
- Discography sa SwissCharts.com
- Discography sa AboutMichaelJackson.com
- Discography Архивирано на веб-сајту  (18. април 2008) sa RollingStone.com}-